# 河潭埠站
河潭埠站位于江西省上饶市弋阳县清湖乡，为沪昆铁路车站。河潭埠站始建于1935年，原址位于贵溪市河潭镇；菡潭站又写作涵潭站，建于1958年，站内设有3条股道:372。2006年1月浙赣铁路电气化时关闭原菡潭站，并在菡潭站原址新建河潭埠站。车站现为五等站，仅办理列车通过避让业务，负责运输突发情况应急处理、组织人员进行设备维修等工作，不办理客货运业务。